# George Goulding
George Henry Gouldin (Hull, 19 de novembro de 1884 - Toronto, 31 de janeiro de 1966)  foi um atleta canadense.
Nascido na Inglaterra, foi campeão olímpico da marcha de 10 km, na primeira vez que foi disputada em Jogos Olímpicos, em Estocolmo 1912. Começou como maratonista e passou a praticar a marcha pouco antes dos Jogos de Londres 1908, do qual participou conseguindo um quarto lugar na distância de 3,5 km, já extinta. Em 1909, ele participou de dezenove provas, vencendo dezoito delas e quebrando o recorde norte-americano para a marcha da milha.
Marchador praticamente imbatível na década de 10 do século XX, em 1915 foi acusado de profissionalismo por dirigentes do atletismo norte-americano, por aceitar pagamento de despesas de viagem, o que provou ser falso, mantendo seu status de atleta amador até a fim da carreira.
Após conquistar a medalha de ouro em Estocolmo, ele mandou um singelo telegrama à sua mulher no Canadá, onde dizia simplesmente: 'Ganhei. George.'